# Сюльтюп
Сюльтю́п (рос. Сюльтюп, башк. Сүлтөп) — присілок у складі Кушнаренковського району Башкортостану, Росія. Входить до складу Старокурмашевської сільської ради.
Населення — 153 особи (2010; 149 у 2002).
Національний склад:
- башкири — 50 %
- татари — 47 %